# Vendegies-sur-Écaillon
 Vendegies-sur-Écaillon là một xã của tỉnh Nord, thuộc vùng Hauts-de-France, miền bắc nước Pháp.